# Don't Waste Your Wishes
Don't Waste Your Wishes (en español No malgastes tus deseos) es un álbum navideño de la banda de rock estadounidense The Killers, el cual recopila cada uno de los sencillos navideños lanzados entre 2006 y 2016. El total de las ventas generadas de Don't Waste Your Wishes ha sido donada a la campaña Product Red, liderada por Bobby Shriver y el vocalista de U2, Bono. El álbum fue lanzado exclusivamente a través de iTunes el 18 de noviembre de 2016 y a través de una edición limitada en formato CD el 9 de diciembre de 2016.

## Antecedentes
The Killers es una banda reconocida por su trabajo en la campaña Product Red liderada por Bono y Bobby Shriver. Cada año desde 2006, la banda lanzó sencillos navideños a favor de la campaña. Cada sencillo fue publicado alrededor del 1 de diciembre de cada año, coincidiendo con el Día Mundial de la Lucha contra el Sida. Hasta la fecha de lanzamiento del álbum, la banda había lanzado once canciones navideñas junto con sus respectivos videos musicales.
El álbum debutó en el puesto Nro. 41 en la lista Rock Albums de Billboard el 10 de diciembre de 2016.

## Lista de canciones
| N.º   | Título                                                                              | Escritor(es)                                                                    | Año de lanzamiento | Duración |  |
| 1.    | «A Great Big Sled» (Junto a Toni Halliday)                                          | The Killers (Brandon Flowers, Dave Keuning, Mark Stoermer, Ronnie Vannucci Jr.) | 2006               | 4:18     |  |
| 2.    | «Don't Shoot Me Santa» (Junto a Ryan Pardey)                                        | The Killers                                                                     | 2007               | 4:03     |  |
| 3.    | «Joseph, Better You Than Me» (Junto a Elton John y a Neil Tennant)                  | Brandon Flowers, Elton John y Neil Tennant                                      | 2008               | 4:51     |  |
| 4.    | «¡Happy Birthday Guadalupe!» (Junto a Wild Light y a Mariachi El Bronx)             | The Killers, Wild Light y Mariachi El Bronx                                     | 2009               | 4:33     |  |
| 5.    | «Boots» (contiene un diálogo de la película Qué bello es vivir)                     | The Killers                                                                     | 2010               | 5:27     |  |
| 6.    | «The Cowboys' Christmas Ball» (letras obtenidas del poema del mismo nombre de 1890) | Michael Martin Murphey, William Lawrence Chittenden                             | 2011               | 3:30     |  |
| 7.    | «I Feel It in My Bones» (Junto a Ryan Pardey)                                       | The Killers                                                                     | 2012               | 3:35     |  |
| 8.    | «Christmas in L.A.» (Junto a Dawes)                                                 | Brandon Flowers, Mark Stoermer, Taylor Goldsmith, Irving Berlin                 | 2013               | 4:27     |  |
| 9.    | «Joel the Lump of Coal» (Junto a Jimmy Kimmel)                                      | The Killers, Jimmy Kimmel, Jonathan Bines                                       | 2014               | 3:58     |  |
| 10.   | «Dirt Sledding» (Junto a Ryan Pardey y Richard Dreyfuss)                            | The Killers                                                                     | 2015               | 4:27     |  |
| 11.   | «I'll Be Home for Christmas» (Junto a Ned Humphrey Hansen)                          | Kim Gannon, Walter Kent, Buck Ram                                               | 2016               | 5:58     |  |
| 49:17 |                                                                                     |                                                                                 |                    |          |  |

## Posicionamiento en listas
| Listas de éxitos                 | Pico de posición |
| -------------------------------- | ---------------- |
| Reino Unido (UK Album Downloads) | 75               |
| Estados Unidos (Top Rock Albums) | 41               |